# Christian-Ernst-Gymnasium
Das Christian-Ernst-Gymnasium (häufig CEG abgekürzt) ist ein musisches Gymnasium in Erlangen.

## Geschichte
Das Gymnasium geht zurück auf das 1873 gegründete Vömel’sche Privattöchterinstitut (ab 1887 unter dem Namen Städtische höhere Töchterschule) und die 1904 gegründete Lehrerinnenbildungsanstalt, die an die Töchterschule angegliedert war. Beide Schulen waren unter dem Titel Städtische höhere weibliche Bildungsanstalt zusammengefasst. Das 1902 neu errichtete Prinzregent Luitpold-Schulhaus im neobarocken Stil steht unter Denkmalschutz und beherbergt das CEG bis heute. Bereits damals wurden bei der Ausbildung der Volksschullehrerinnen die musischen Fächer Deutsch, Zeichnen, Gesang, Violine und Turnen betont. 1914 wurde das nunmehrige Mädchenlyzeum in Marie-Therese-Schule zu Ehren von Marie Therese von Österreich-Este, der Gemahlin von König Ludwig III. von Bayern, umbenannt.
1946 wurde das Mädchenlyzeum zu einer Oberrealschule, 1949 zu einem Realgymnasium. Die Lehrerbildungsanstalt nahm fortan auch männliche Bewerber auf und wurde 1954 in das Staatliche Deutsche Gymnasium und Institut für Lehrerbildung erweitert und umbenannt. 1952 wurde das Schulhaus am Ost- und Westflügel um einige Räume erweitert. 1956 zog das Lehrerbildungsinstitut nach Nürnberg um; übrig blieb neben dem Marie-Therese-Realgymnasium das nur ein Viertel so große Deutsche Gymnasium. 1963 wurden die beiden Schulen getrennt, das Marie-Therese-Realgymnasium zog in ein anderes Gebäude in der Erlanger Nordstadt, das Deutsche Gymnasium verblieb im bisherigen Schulhaus und wurde kurz darauf als musisches Gymnasium geführt.
Nach der Trennung stieg die Schülerzahl des Deutschen Gymnasiums, seit 1965 Christian-Ernst-Gymnasium zu Ehren des Markgrafen Christian Ernst von Bayreuth, Gründer der Erlanger Neustadt, benannt, stark an. Waren es 1963 gerade 281 Schüler, erreichte man bereits 1974 die auch heute wieder übliche Größenordnung von über 900 Schülern. Seit 1977 führt die Schule außerdem ein Studienseminar für die Fächer Deutsch, Englisch, Geschichte, Sozialkunde, Evangelische Religionslehre und Sport weiblich. 2006 entstand auf dem Gelände ein zusätzlicher Bau, um Mittagessen bei durch das achtjährige Gymnasium häufigerem Nachmittagsunterricht und dem optionalen Ganztagsunterricht anbieten zu können.

## Besonderheiten durch den Schultyp
Das musische Gymnasium fordert die Erlernung eines Musikinstrumentes von der 5. bis zur 10. Klasse. Die musischen Fächer Musik und Kunsterziehung, sowie auch das Fach Deutsch werden mit mehr Wochenstunden unterrichtet als an anderen Gymnasiumstypen; das Fach Musik ist darüber hinaus Kernfach und im Gegensatz zu nicht musischen Gymnasien auch in der Unterstufe versetzungsrelevant. Sowohl in Musik als auch Kunsterziehung wurden im G9 in der Kollegstufe ständig Leistungskurse angeboten, die auch von Schülern des Gymnasiums Fridericianum Erlangen belegt werden konnten. Im jetzigen G8 ist die Wahl eines Additums, das in etwa diesen Leistungskursen entspricht, wie an allen anderen bayerischen Schulen auch, möglich. Der Unterschied besteht aber darin, dass sowohl Musik- als auch Kunstadditum aufgrund des musischen Profiles und dem damit größeren Zulauf jedes Jahr angeboten werden können (vgl. Additum). Da das CEG eines von nur vier musischen Gymnasien in Mittelfranken ist – die anderen in Nürnberg (Labenwolf-Gymnasium), Schwabach (WEG) und Ansbach (Carolinum) –, erstreckt sich der Einzugsbereich zirka 15 km über Erlangen hinaus bis Höchstadt an der Aisch im Norden, Eckental im Osten, sowie teilweise Fürth im Süden. 60 Prozent der Schüler kommen nicht aus dem Stadtgebiet von Erlangen, über 70 Prozent sind weiblich.

## Weitere Besonderheiten
- Das Christian-Ernst-Gymnasium ist Seminarschule für junge Gymnasiallehrkräfte in den Fächern Deutsch, Englisch, Latein, Geographie, Ethik, Geschichte, Sozialkunde und Sport (weiblich)[5]
- Die Schule ist seit Juni 2011 Mitglied im bundesweiten Aktionsbündnis „Schule ohne Rassismus – Schule mit Courage“ unter der Patenschaft der Sportmoderatorin Katrin Müller-Hohenstein

## Unsachgemäße Asbestsanierung
Das Christian-Ernst-Gymnasium musste im Herbst 1991 infolge einer unsachgemäßen Asbestsanierung für mindestens eine Woche geschlossen werden.
Das Asbest wurde im Bereich der Musikkabinen unter dem Dach freigesetzt. Das Gebäude wurde nach einem Absinken der Faseranzahl auf 1000/m³ Luft – erreicht durch wiederholtes feuchtes Wischen der Böden – wieder für den Schulbetrieb freigegeben.

## Bekannte Schulangehörige
Lehrer
- Franziska Bobe, Oratoriensängerin, die am CEG als Gesangspädagogin tätig ist
- Helmut Haberkamm, deutscher Schriftsteller fränkischer Mundart
- Herbert Hechtel, zeitgenössischer Komponist
- Jürgen Neudert, Professor für Jazz-Posaune an der Hochschule für Musik Nürnberg[7], Posaunenlehrer am CEG
- Peter Sauermann, Pianist. Klavierlehrer am CEG von 1964 bis 2001

Schüler
- Nikola Biller-Andorno, Leiterin des Instituts für Biomedizinische Ethik der Universität Zürich
- Severin Fischer, politischer Beamter